# Hanga (keresztnév)
A Hanga feltehetőleg Árpád-kori, magyar eredetű női név a hanga növénynemzetség nevéből.

## Gyakorisága
Az 1990-es években igen ritka név, a 2000-es években nem szerepel a 100 leggyakoribb női név között.

## Névnapok
- május 18.[3]
- augusztus 31.[3]

## Híres Hangák
- Kacsó Hanga Borbála, népdalénekes[6]